# Рокі-Форд (Колорадо)
Рокі-Форд (англ. Rocky Ford) — місто (англ. city) в США, в окрузі Отеро штату Колорадо. Населення — 3876 осіб (2020).

## Географія
Рокі-Форд розташоване за координатами 38°3′1″ пн. ш. 103°43′22″ зх. д. / 38.05028° пн. ш. 103.72278° зх. д. (38.050212, -103.722672).  За даними Бюро перепису населення США в 2010 році місто мало площу 4,34 км², з яких 4,30 км² — суходіл та 0,04 км² — водойми.

### Клімат
Місто знаходиться у зоні, котра характеризується кліматом тропічних степів. Найтепліший місяць — липень із середньою температурою 24.6 °C (76.3 °F). Найхолодніший місяць — січень, із середньою температурою -1.1 °С (30.1 °F).
| Клімат Рокі-Форда       | Клімат Рокі-Форда | Клімат Рокі-Форда | Клімат Рокі-Форда | Клімат Рокі-Форда | Клімат Рокі-Форда | Клімат Рокі-Форда | Клімат Рокі-Форда | Клімат Рокі-Форда | Клімат Рокі-Форда | Клімат Рокі-Форда | Клімат Рокі-Форда | Клімат Рокі-Форда | Клімат Рокі-Форда |
| Показник                | Січ.              | Лют.              | Бер.              | Квіт.             | Трав.             | Черв.             | Лип.              | Серп.             | Вер.              | Жовт.             | Лист.             | Груд.             | Рік               |
| Абсолютний максимум, °C | 25,6              | 27,8              | 33,3              | 36,7              | 40                | 41,1              | 42,2              | 41,7              | 39,4              | 35                | 30                | 26,7              | 42,2              |
| Середній максимум, °C   | 8                 | 10,8              | 15,5              | 20,8              | 25,6              | 31,3              | 33,8              | 32,7              | 28,7              | 22,4              | 14,1              | 8,4               | 21                |
| Середня температура, °C | −1,1              | 1,6               | 5,9               | 11,4              | 16,6              | 21,9              | 24,6              | 23,5              | 19                | 12,2              | 4,6               | −0,4              | 11,7              |
| Середній мінімум, °C    | −10,2             | −7,7              | −3,6              | 1,9               | 7,5               | 12,6              | 15,4              | 14,4              | 9,3               | 2,1               | −4,9              | −9,4              | 2,3               |
| Абсолютний мінімум, °C  | −34,4             | −31,7             | −29,4             | −16,1             | −7,8              | −0,6              | 3,9               | 3,9               | −7,8              | −17,8             | −26,7             | −40               | −40               |
| Норма опадів, мм        | 7                 | 8                 | 17                | 34                | 45                | 36                | 53                | 42                | 23                | 21                | 11                | 9                 | 306               |
| Днів з опадами          | 2                 | 3                 | 4                 | 5                 | 7                 | 6                 | 7                 | 6                 | 4                 | 3                 | 3                 | 3                 | 53                |
| Днів зі снігом          | 2,7               | 2,2               | 2,5               | 0,9               | 0                 | 0                 | 0                 | 0                 | 0,1               | 0,5               | 1,8               | 3                 | 13,7              |
| ----------------------- | ----------------- | ----------------- | ----------------- | ----------------- | ----------------- | ----------------- | ----------------- | ----------------- | ----------------- | ----------------- | ----------------- | ----------------- | ----------------- |
| Джерело: Weatherbase    |                   |                   |                   |                   |                   |                   |                   |                   |                   |                   |                   |                   |                   |

## Демографія
Згідно з переписом 2010 року, у місті мешкало 3957 осіб у 1620 домогосподарствах у складі 1040 родин. Густота населення становила 912 особи/км².  Було 1869 помешкань (431/км²).
Расовий склад населення:
| - 74,9 % — білих - 2,0 % — корінних американців - 1,2 % — азіатів - 0,5 % — чорних або афроамериканців - 17,5 % — осіб інших рас |

До двох чи більше рас належало 3,9 %. Частка іспаномовних становила 59,1 % від усіх жителів.
За віковим діапазоном населення розподілялося таким чином: 25,4 % — особи молодші 18 років, 55,5 % — особи у віці 18—64 років, 19,1 % — особи у віці 65 років та старші. Медіана віку мешканця становила 40,2 року. На 100 осіб жіночої статі у місті припадало 94,9 чоловіків;  на 100 жінок у віці від 18 років та старших — 90,8 чоловіків також старших 18 років.
Середній дохід на одне домашнє господарство  становив 40 691 долар США (медіана — 27 088), а середній дохід на одну сім'ю — 47 495 доларів (медіана — 36 786). За межею бідності перебувало 25,1 % осіб, у тому числі 39,4 % дітей у віці до 18 років та 23,3 % осіб у віці 65 років та старших.
Цивільне працевлаштоване населення становило 1453 особи. Основні галузі зайнятості: освіта, охорона здоров'я та соціальна допомога — 24,2 %, виробництво — 9,3 %, публічна адміністрація — 8,9 %.